# Bernardino Marchió
Bernardino Marchió (Busca, 6 de setembro de 1943) é um bispo católico italiano, Bispo emérito de Caruaru.